# Ḥurfeish
Ḥurfeish (hebreiska: חרפיש) är en ort i Israel.   Den ligger i distriktet Norra distriktet, i den norra delen av landet. Ḥurfeish ligger 657 meter över havet och antalet invånare är 5 308.
Terrängen runt Ḥurfeish är kuperad. Runt Ḥurfeish är det ganska tätbefolkat, med 90 invånare per kvadratkilometer. Närmaste större samhälle är Maalot Tarshīhā, 7,6 km väster om Ḥurfeish. Trakten runt Ḥurfeish består till största delen av jordbruksmark.